# 브라질의 주별 리그
브라질의 주리그는 26개의 브라질의 주와 연방직할구의 축구팀들이 경쟁하는 리그이다. 캄페오나투 파울리스타는 1902년에 시작했으며, 브라질에서 가장 오래된 축구 리그이다.
넓은 영토를 가진 브라질은 주요 도시들 간의 거리가 멀어, 역사적으로 꾸준히 각 주(州) 간에 경쟁을 펼쳐왔다. 그 결과, 브라질의 각 주는 각각의 축구 리그를 가지게 되었다. 이러한 특성으로 인해, 간혹 전국 리그보다도 주리그에서의 라이벌 매치의 열기가 더 뜨거운 경우도 여전히 존재하고 있다. 이 지역 구단 간의 경기는 더비 혹은 클라시쿠스(포르투갈어: clássicos)라고 불린다. 이 더비들 중 대표적인 것으로는, 리우데자네이루주의 CR 플라멩구와 CR 바스쿠 다 가마간의 경기인 클라시쿠 두스 밀룡이스, 상파울루주의 SC 코린치앙스 파울리스타와 상파울루 FC의 클라시쿠 마제스토수, 미나스제나이라스 주의 아틀레치쿠 미네이루와 크루제이루 EC간의 클라시쿠 미네이루, 페르남부쿠주의 나우치쿠 카피바리비와 스포르트 헤시피 간의 경기, 히우그란지두술주의 그레미우와 SC 인테르나시오나우간의 그레나우(Gre–Nal), 파라나 주의 아틀레치쿠 파라나엔시와 코리치바 FC간의 아틀레치바, 바이아주의 EC 바이아와 EC 비토리아간의 바비 등이 있다.
각 주리그의 우승팀과 준우승팀은 다음 연도 코파 두 브라질에 참가할 자격을 얻는다. 또한 각 주리그에서 좋은 성적을 거두었으나 전국리그인 캄페오나투 브라질레이루 세리이 A나 세리이 B or 세리이 C 등에 참가하지 않는 구단들은, 같은 시즌의 세리이 D에 참가한다. 이와 더불어 각 주리그에서 좋은 성적을 거둔 구단들은, 각 주의 코파 두 노로에스치와 코파 베르지와 같은 지역 컵대회에 참가할 자격도 얻는다.

## 브라질 주리그 목록
| 주명                 | 대회명                    | 2017 우승팀              |
| -------------------- | ------------------------- | ------------------------ |
| 고이아스주           | 캄페오나투 고이아누       | 고이아스 EC              |
| 리우데자네이루주     | 캄페오나투 카리오카       | CR 플라멩구              |
| 마라냥주             | 캄페오나투 마라녠시       | 삼파이우 코헤아 FC       |
| 마투그로수주         | 캄페오나투 마투그로센시   | 쿠이아바 EC              |
| 마투그로수두술주     | 캄페오나투 술마투그로센시 | 코룸바엔시 FC            |
| 미나스제라이스주     | 캄페오나투 미네이루       | 아틀레치쿠 미네이루      |
| 바이아주             | 캄페오나투 바이아누       | EC 비토리아              |
| 산타카타리나주       | 캄페오나투 카타리넨시     | 샤페코엔시               |
| 상파울루주           | 캄페오나투 파울리스타     | SC 코린치앙스 파울리스타 |
| 세르지피주           | 캄페오나투 세르지파누     | AD 콘피안사              |
| 세아라주             | 캄페오나투 세아렌시       | 세아라 SC                |
| 아마조나스주         | 캄페오나투 아마조넨시     | 마나우스 FC              |
| 아마파주             | 캄페오나투 아마파엔시     | 산투스 (AP)              |
| 아크리주             | 캄페오나투 아크리아누     | 아틀레치쿠 아크리아누    |
| 알라고아스주         | 캄페오나투 알라고아누     | CRB                      |
| 연방구               | 캄페오나투 브라질리엔시   | 브라질리엔시 FC          |
| 이스피리투산투주     | 캄페오나투 카피샤바       | 아틀레치쿠 이타페미링    |
| 토칸칭스주           | 캄페오나투 토칸치넨시     | 인테르포르투 FC          |
| 파라주               | 캄페오나투 파라엔시       | 파이산두 SC              |
| 파라나 주            | 캄페오나투 파라나엔시     | 코리치바 FC              |
| 파라이바주           | 캄페오나투 파라이바누     | 보타포구 (PB)            |
| 페르남부쿠주         | 캄페오나투 페르남부쿠     | 스포르트 헤시피          |
| 피아우이주           | 캄페오나투 피아우이엔시   | AA 아우투스              |
| 히우그란지두노르치주 | 캄페오나투 포치구아르     | ABC FC                   |
| 히우그란지두술주     | 캄페오나투 가우슈         | EC 노부암부르구          |
| 혼도니아주           | 캄페오나투 혼도니엔시     | 헤아우 아리케미스        |
| 호라이마주           | 캄페오나투 호라이멘시     | 상하이문두 (RR)          |

## 강등된 적이 없는 구단들
표의 첫번째 열에 나열된 구단들은 10년 이상 연속 각 주의 최상위 주리그에 참여하고 있는 구단들이다. 표의 두번째 열에 나열된 구단들은 그 최상위 주리그에 75년 이상 연속으로 참여하고 있는 구단들이다. 굵게 표시된 구단들은 각 주리그의 창립 당시부터 참여한 원년 멤버들이다.
2002년 산투스 FC와 아메리카 미네이루가 토르네이우 리우-상파울루와 코파 술-미나스에 참가하면서, 주리그에 참여하지 않았고, 그들의 연속 주리그 참가 기록이 중단되었다.
| 대회           | 10년 이상 주리그 참가중                                                    | 75년 이상 주리그 참가중                                                                                                |
| -------------- | -------------------------------------------------------------------------- | --- |
| 가우슈         | 베라노폴리스 (1994)                                                        | |
| 고이아누       | 고이아누 (1944)                                                            | |
| 마라녠시       | 삼파이우 코헤아 FC (1970)                                                  | |
| 마투그로센시   | 루베르덴시 (2004)                                                          | |
| 미네이루       | 아틀레치쿠 미네이루 (1915–), 크루제이루 (1921–)                            | 아틀레치쿠 미네이루 (1915–), 아메리카 미네이루 (1915–2001), 크루제이루 (1921–)                                         |
| 바이아누       | 바이아 (1931)                                                              | 바이아 (1931–), 비토리아 (1938–)                                                                                       |
| 브라질리엔시   | 가마 (1976), 브라질리엔시 (2001)                                           | |
| 세르지파누     | 콘피안사 (1969), 이타바이아나 (1969), 세르지피 (1969)                      | |
| 술마투그로센시 | CENE (2000)                                                                | |
| 아마펜시       | 산투스 (AP) (1998)                                                         | |
| 아크리아누     | 히우브랑쿠 (1947), 아틀레치쿠 아크리아누 (1952)                            | |
| 알라고아누     | 코린치앙스 알라고아누 (1998), 무리시 (1999)                                | |
| 카리오카       | 보타포구 (1906), 플루미넨시 (1906), 플라멩구 (1912), 바스쿠 다 가마 (1921) | 보타포구 (1906–), 플루미넨시 (1906–), 아메리카 (1908–2008), 플라멩구 (1912–), 방구 (1915–2004), 바스쿠 다 가마 (1921–) |
| 카타리넨시     | 샤페코엔시 (1974), 조인빌리 (1976)                                         | |
| 토칸치넨시     | 토칸치노폴리스 (1993), 파우마스 (1997)                                     | |
| 파라나엔시     | 코리치바 (1915), J.말루셀리 (1999)                                         | 코리치바 (1915–), 아틀레치쿠 파라나엔시 (1924–)                                                                        |
| 파라엔시       | 파이산두 (1965), 헤무 (1965), 상하이문두 (1998), 아기아 지 마라바 (1999)   | |
| 파울리스타     | 파우메이라스 (1916)                                                        | 코린치앙스 파울리스타 (1916–), 파우메이라스 (1916–), 산투스* (1916–2001), 상파울루 (1936–)                             |
| 페르남부쿠     | 산타크루스 (1915), 나우치쿠 카피바리비 (1916)                              | 산타크루스 (1915–), 나우치쿠 카피바리비 (1916–)                                                                        |
| 포치구아르     | ASSU (2002), SC 산타크루스 (2005)                                          | |
| 혼도니엔시     | 제누스 (1998)                                                              | |
| 호라이멘시     | 호라이마 (1995), GAS (1996)                                                | |

*산투스 FC는 1920년 파울리스타 주리그에 불참하였다.
출처: RSSSF 브라질

## 같이 보기
- 브라질 축구 리그 시스템